# Casa Galimberti
 (octobre 2020).
La Casa Galimberti (« maison Galimberti ») est un immeuble Art nouveau de Milan situé au 3, via Malpighi.

## Histoire
Projeté par l’architecte Giovanni Battista Bossi (1864-1924) en 1903-1905 pour les frères Galimberti, il est considéré comme un des exemples les plus brillants de l’Art nouveau de Milan de par les ornements de sa façade, en grande partie constitués de carreaux avec images en céramique, fer forgé et motifs floraux en ciment, tous dessinés par Bossi.
Les frères Galimberti bâtirent dans les mêmes années la Casa Campanini (1904-1906), un des bâtiments plus représentatifs de l’Art Nouveau de Milan, sur projet de Campanini (1873-1926).

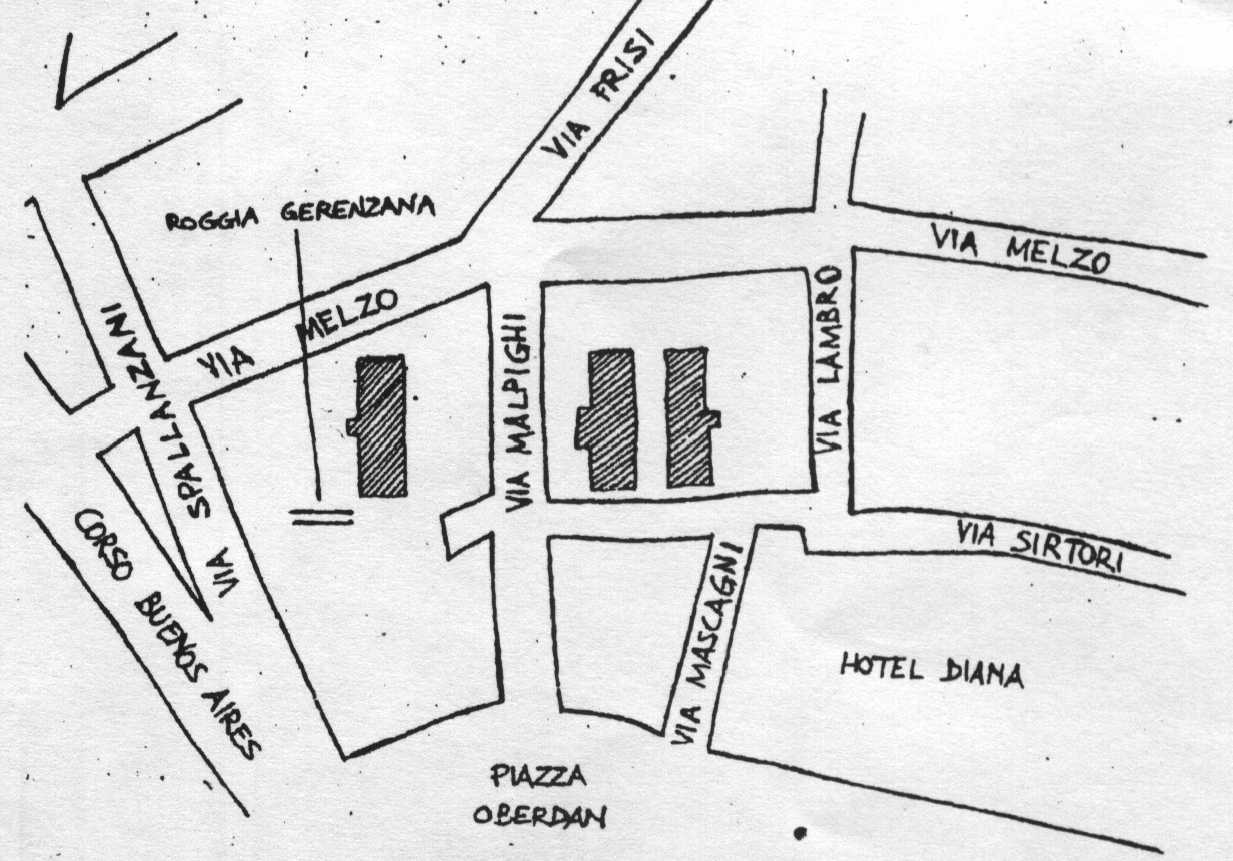
Les écuries de la SAO réhabilités et encore en existence

L’immeuble fut bâti dans une partie de la zone occupée par la Société Anonyme des Omnibus (SAO), fondée en 1861 pour gérer le transport public de Milan, particulièrement avec le tramway, et qui eut aussi la concession de la ligne ferrée à chevaux Milano-Monza, inaugurée le 8 juillet 1876 par le prince Umberto de Savoie.
En 1900 la Municipalité décida d'organiser une compétition pour le service des trams électriques, gagnée par la société Edison. La SAO arriva deuxième avec la technologie Westinghouse. Le dépôt de la via Sirtori qui abritait 280 chevaux fut fermé, le terrain vendu et les bâtiments démolis à l’exception de trois écuries de 54 chevaux, encore visibles sur la via Sirtori, aux numéros 32 (société Roland Berger) et 24 (magasin de vêtement Nervesa). On ouvrit alors la via Malpighi et on bâtit des nouvelles maisons sur la rue.
L’immeuble est soumis à la protection des Beaux Arts depuis 1965.

## Description

### Structure de l’immeuble
La Casa Galimberti comporte divers magasins et locaux au rez-de-chaussée et quatre appartements par étage sur les quatre niveaux suivants.
L'immeuble est formé de deux ailes non perpendiculaires, à l'angle de la via Malpighi et de la via Sirtori, longues respectivement de 32 et 33 mètres.
Sous le coin de la maison passe la Roggia (canal) Gerenzana, qui porte les eaux propres du canal Martesana jusqu’à Rogoredo pour irriguer les terrains agricoles des Contes de Brivio Sforza. il coule à ciel ouvert sur vingt mètres dans la cour du bâtiment du 10, via Spallanzani (actuellement magasin Unes). Le canal apportait l’eau aux écuries de la SAO.
La structure est composée de murs portants en brique. Le plancher entre la cave et le rez-de-chaussée est en béton armé.
La base de la façade est en ceppo gentile, une pierre sédimentaire douce issue de la carrière de Brembate e Trezzo, fourni par la société Corda e Malvestiti de Vaprio d’Adda.
Les garde-corps du premier étage sont entièrement en ciment ; ceux du deuxième ont des piles latérales en ciment et une partie centrale en fer forgé ; enfin ceux du troisième étage sont entièrement en fer forgé.

### Ornementation
La riche décoration en céramique recouvre presque toute la façade, sur à peu près 170 m2, et est faite en céramique peinte à feu sur dessins de Bossi. La technique de peinture à feu sur céramique consiste à peindre sur le produit déjà cuit et vernissé et demande une cuisson ultérieure du carreau. Les céramiques sont l'œuvre de la Société Céramique Lombarde Ing. A. Bertoni & C. et les peintures ont été exécutées par M. Pinzauti pour la partie ornementale et M. Umberto Brambilla pour les figures. Au premier étage sont représentées des rondes figures féminines et dans les autres étages des motifs floraux. 
Les décorations en fer forgé ont été faites par la Société Arcari e Bellomi dont le siège était situé au 66, corso Magenta.

## Photographies

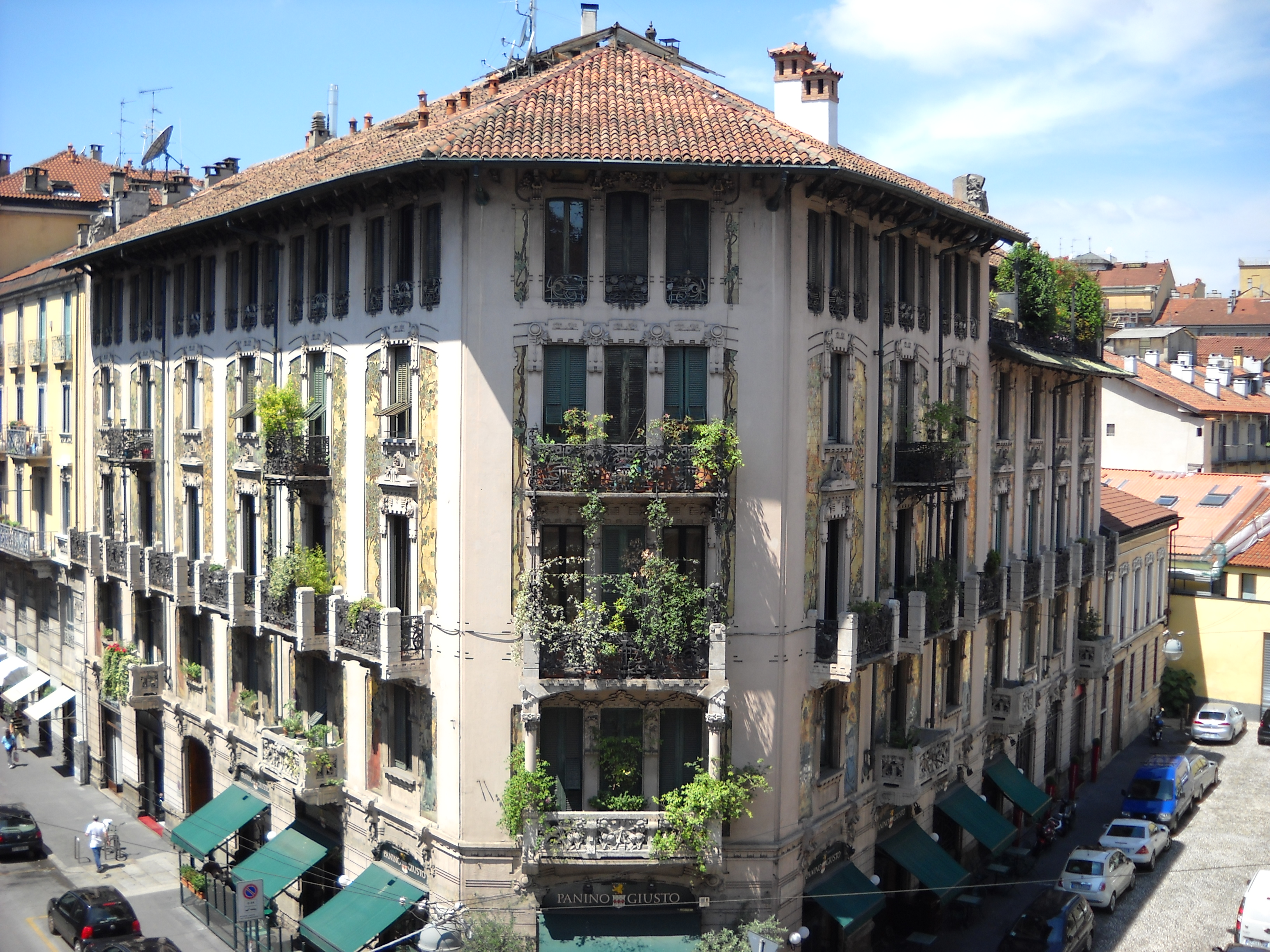
Casa Galimberti, via Malpighi 3, Milan
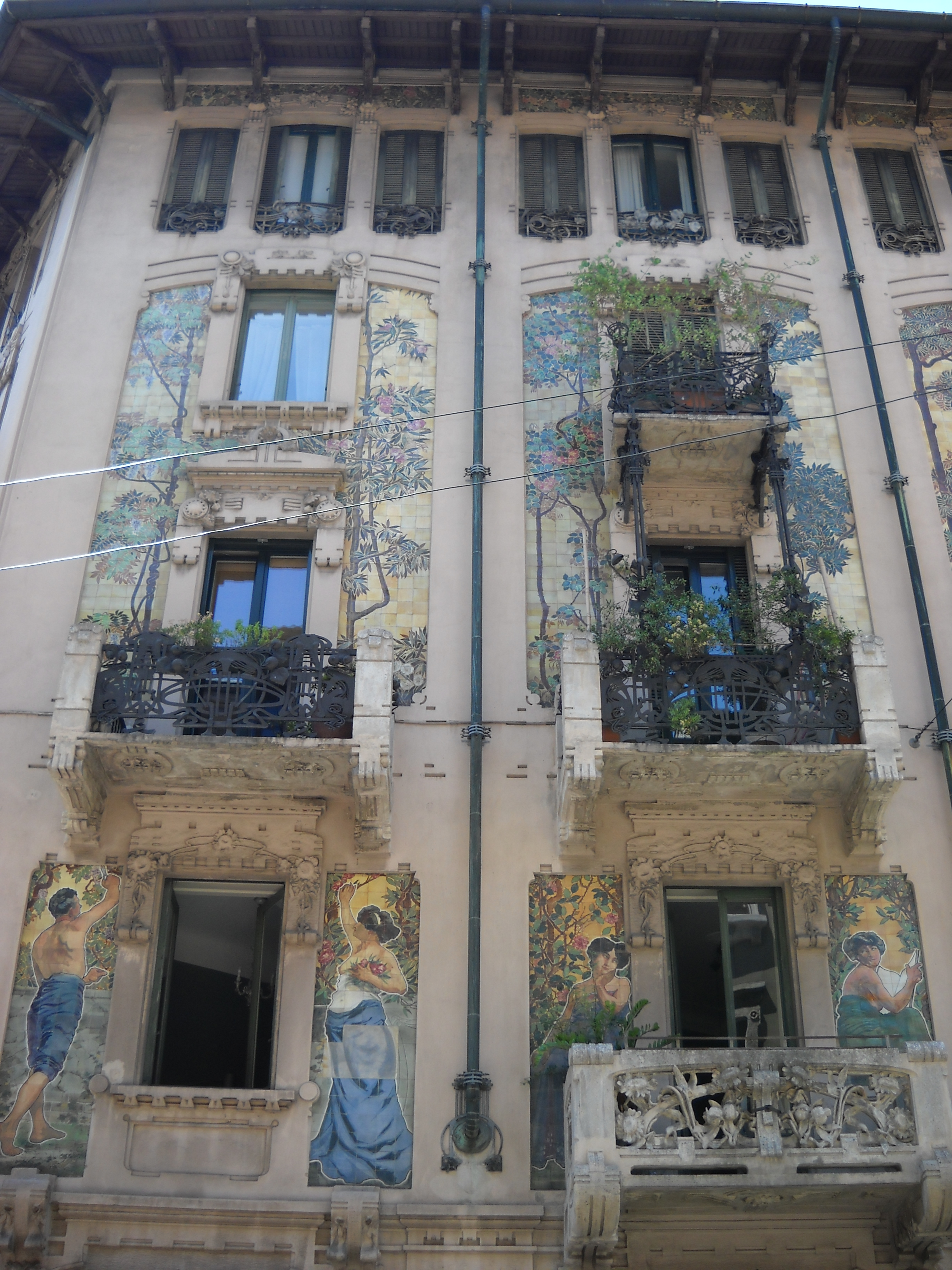
Casa Galimberti, façade sur  via Sirtori
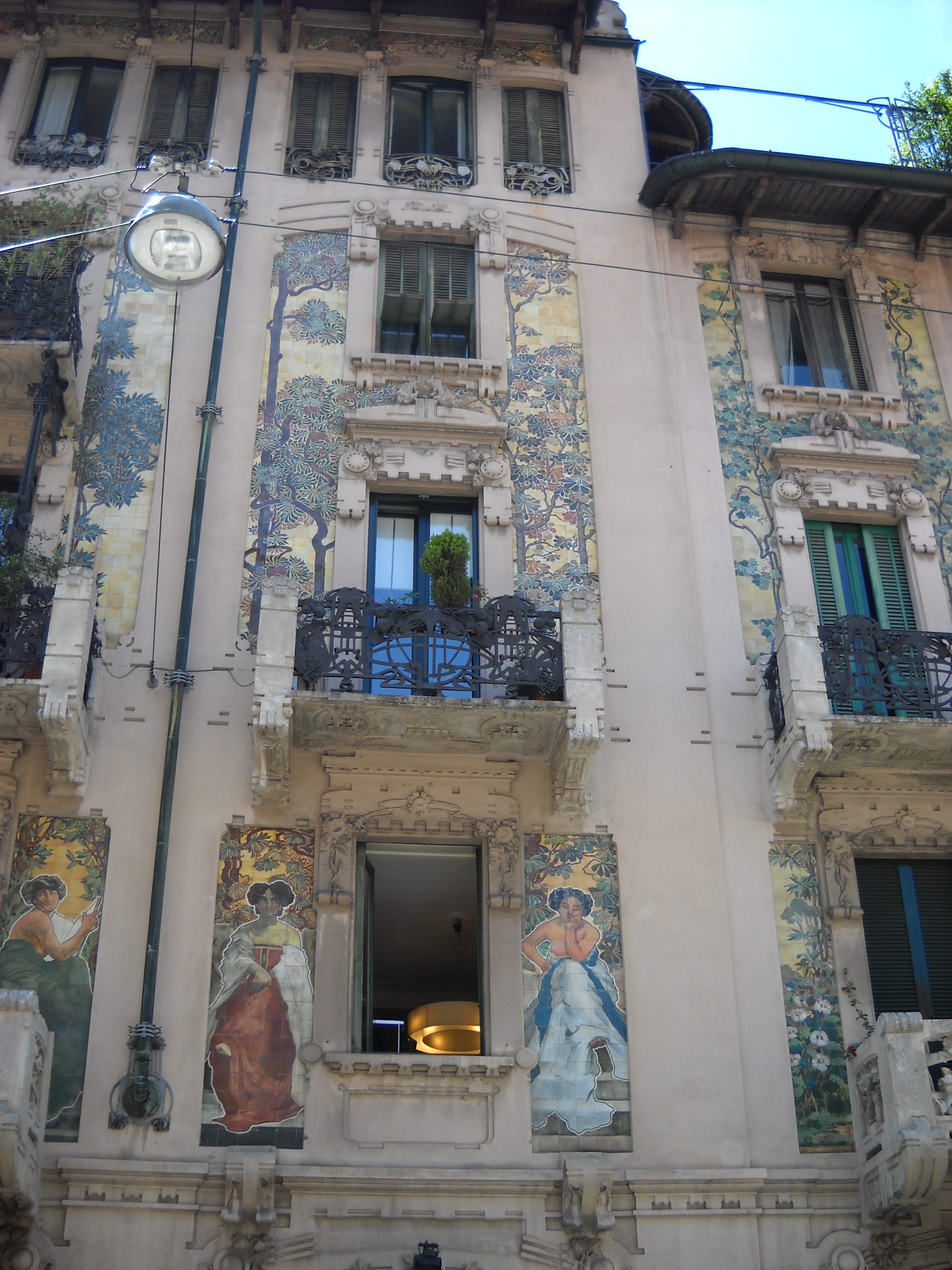
Casa Galimberti, façade sur  via Sirtori
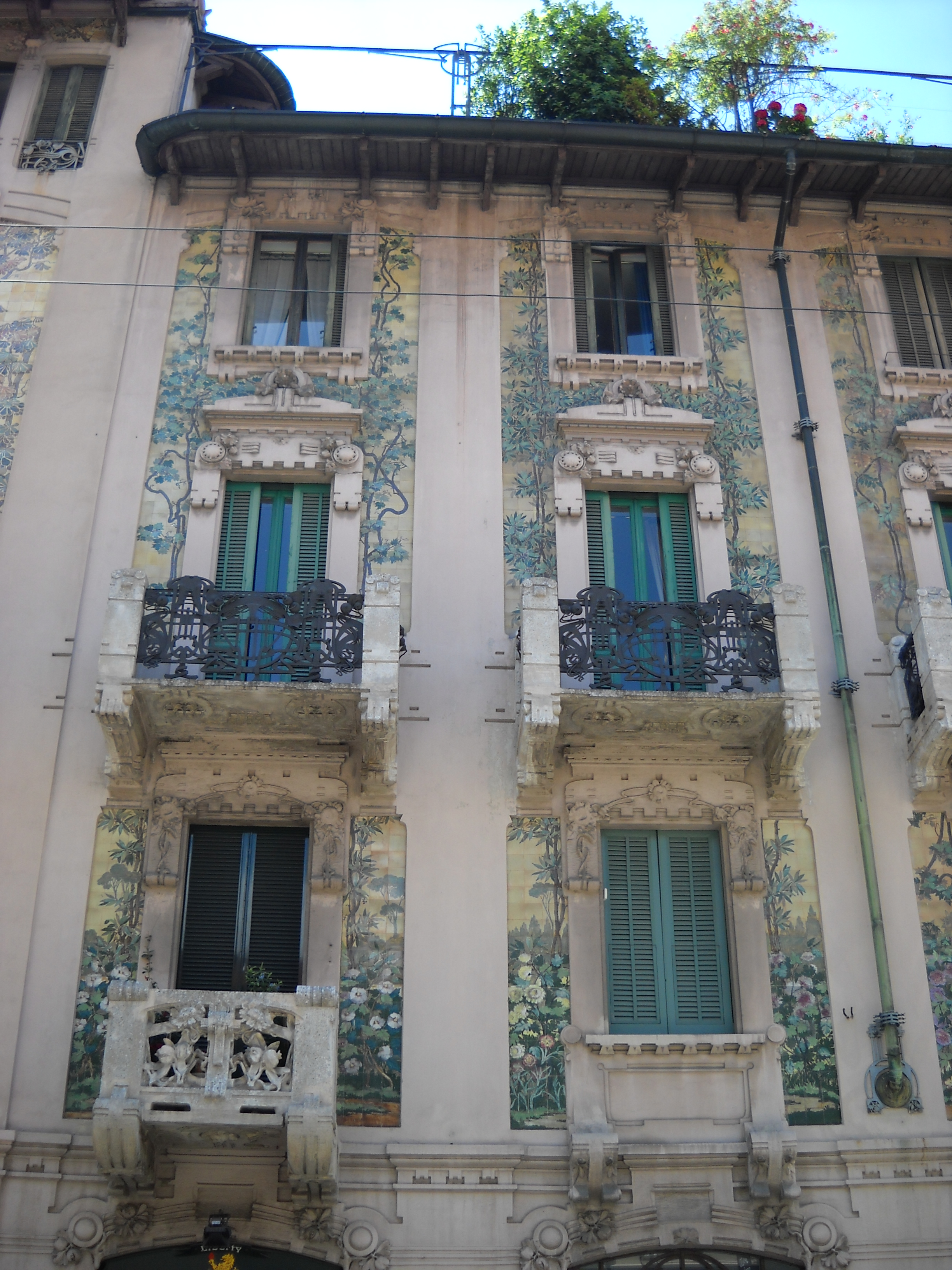
Casa Galimberti, façade sur  via Sirtori
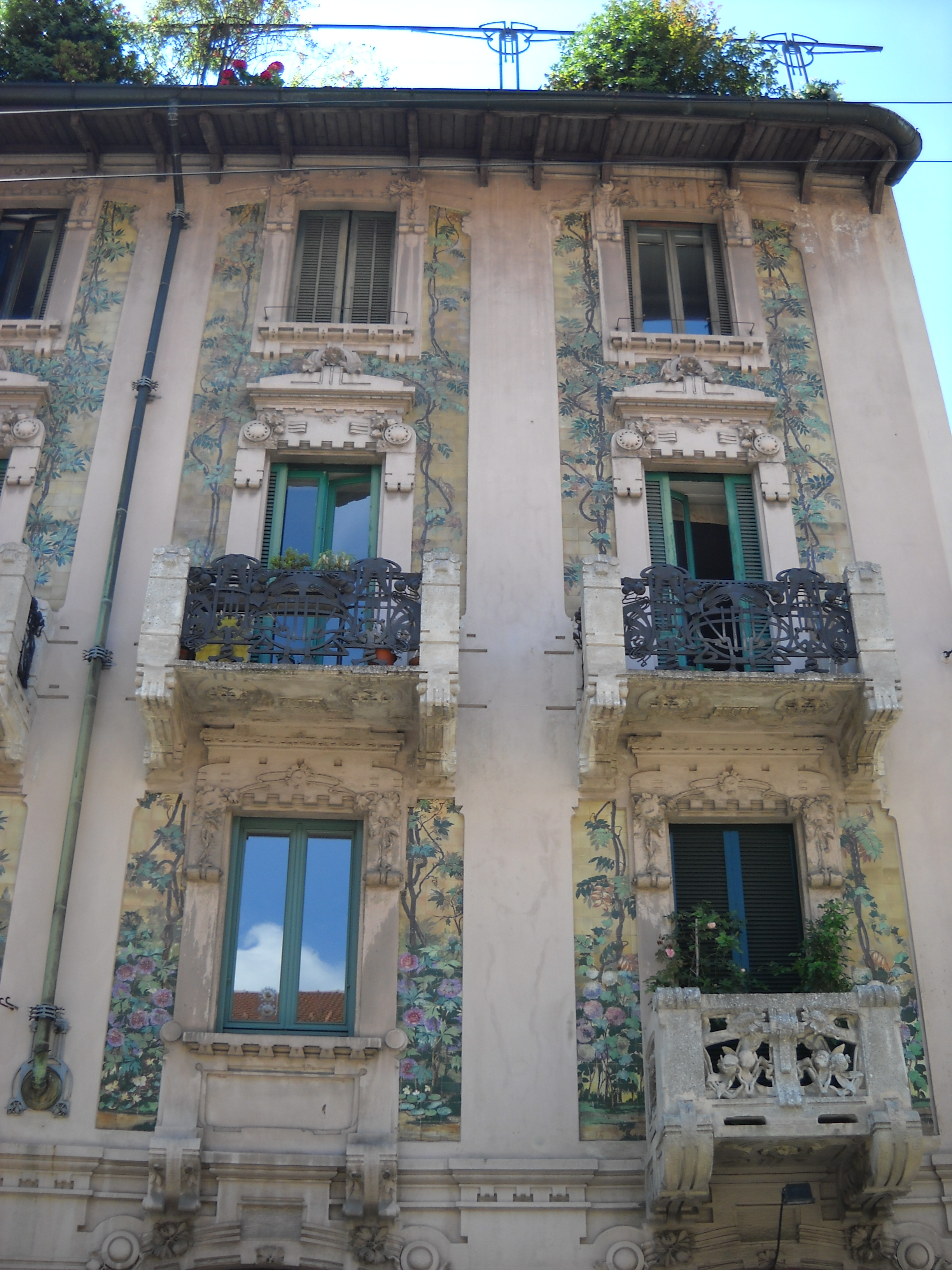
Casa Galimberti, façade sur  via Sirtori
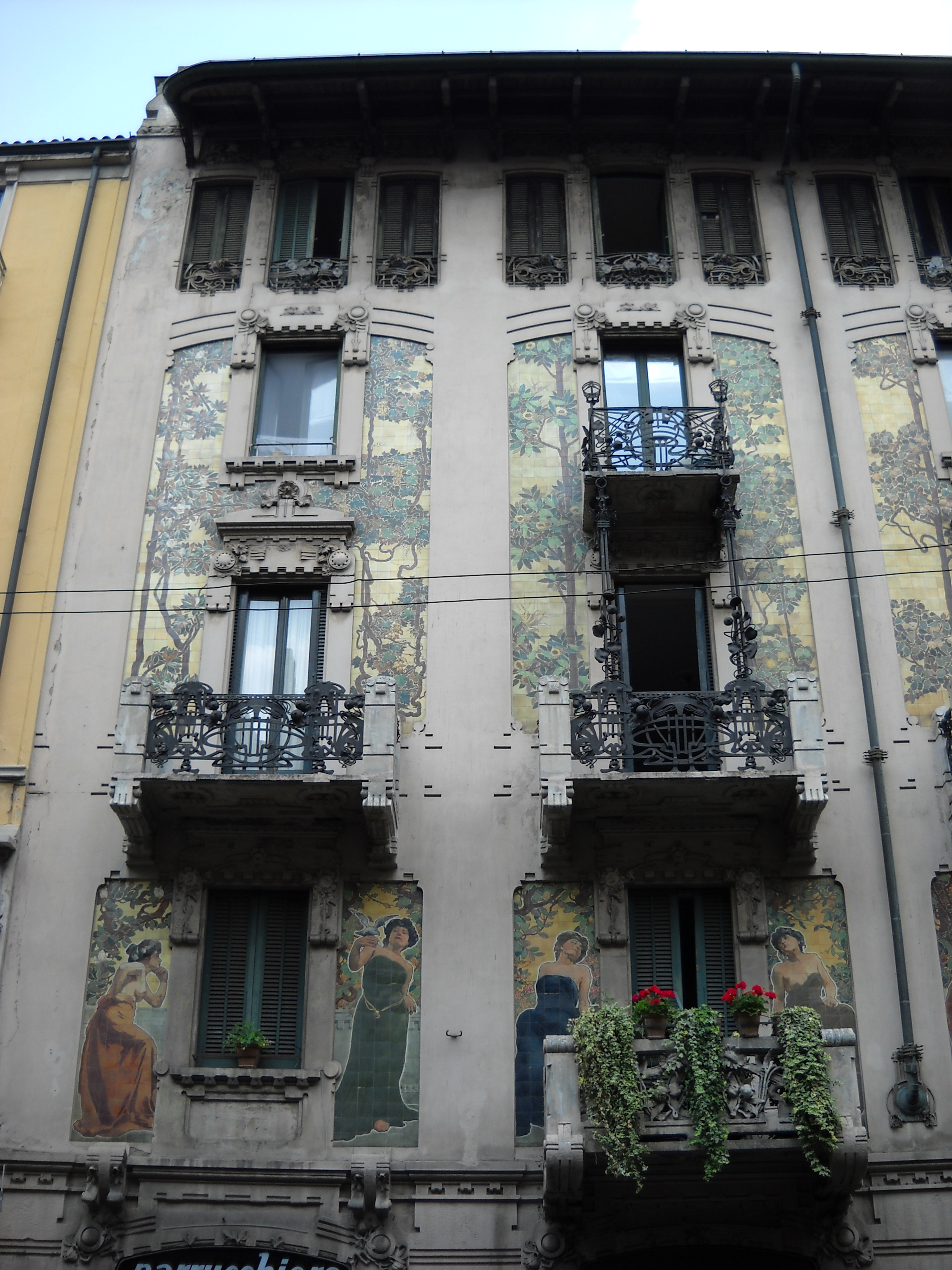
Casa Galimberti, façade sur via Malpighi
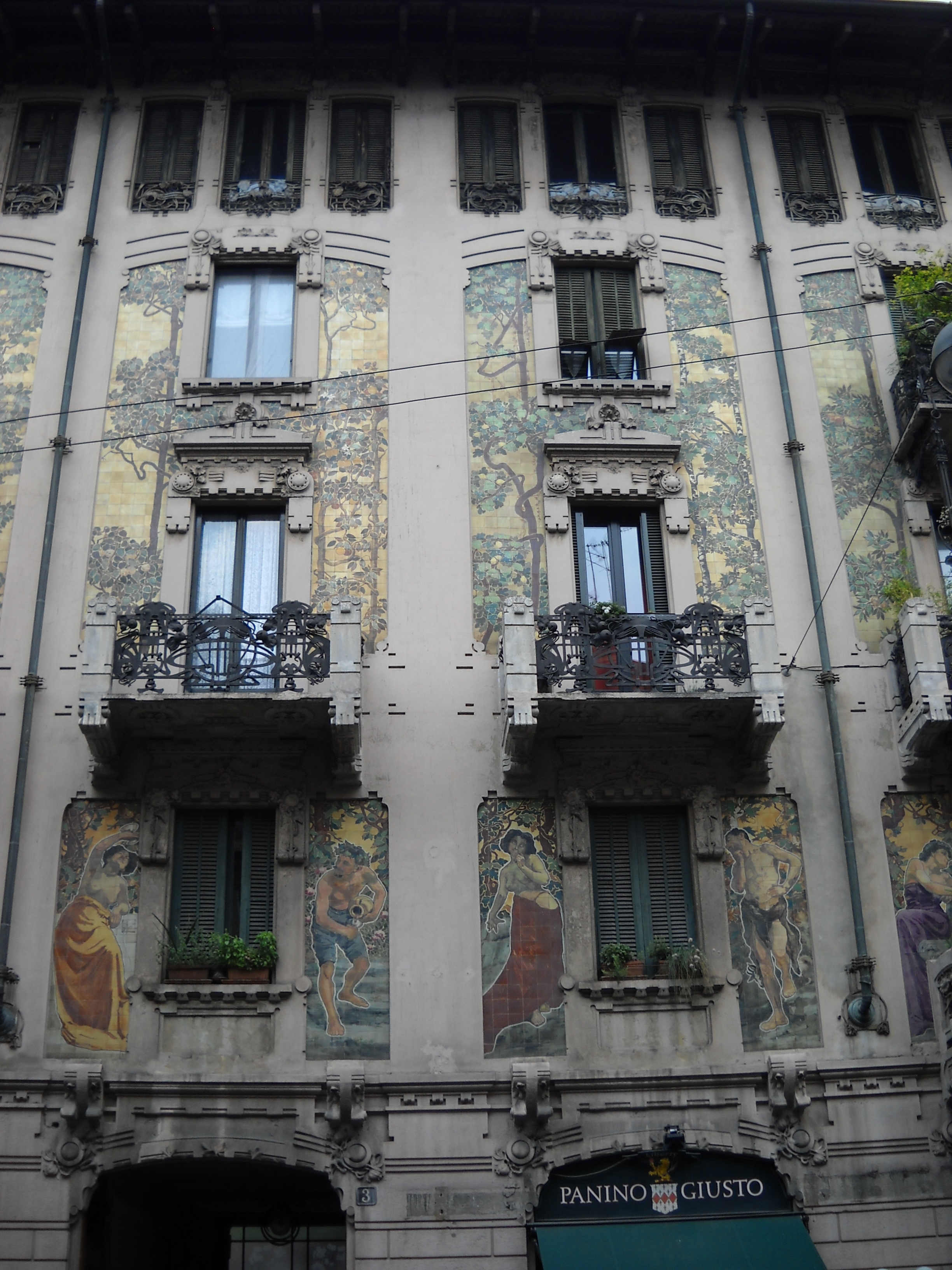
Casa Galimberti, façade sur via Malpighi
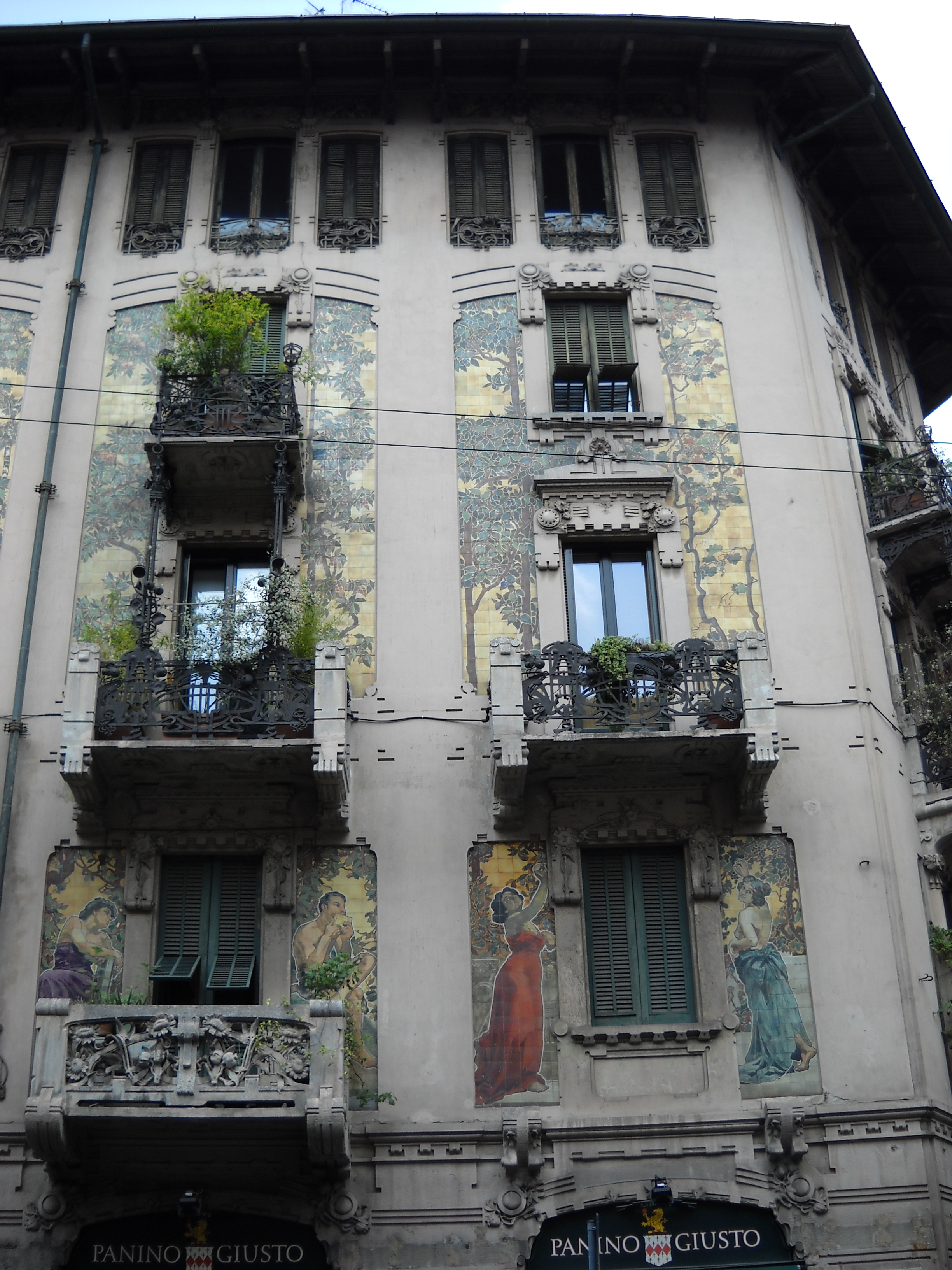
Casa Galimberti, façade sur via Malpighi
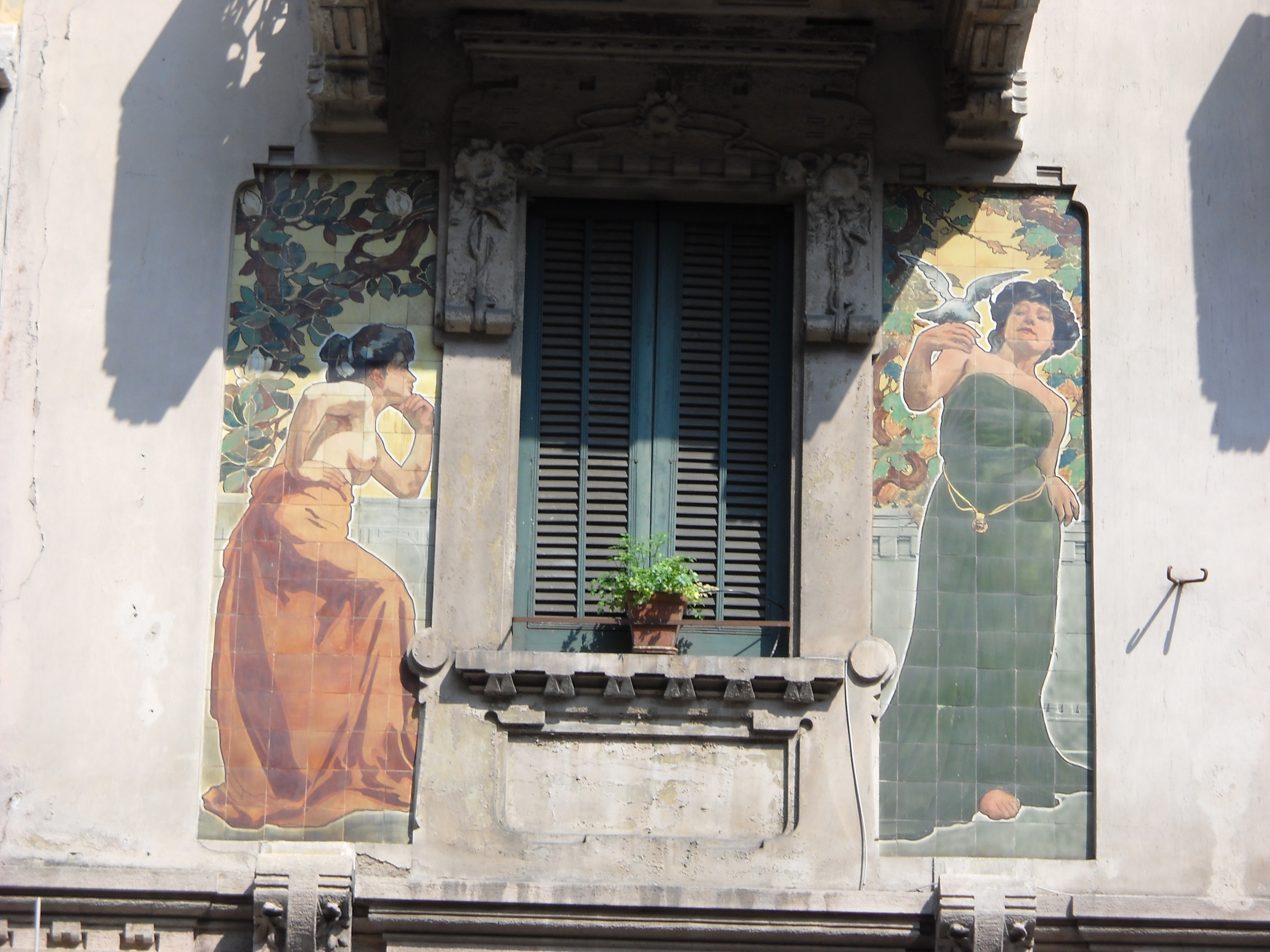
Casa Galimberti, figures sur la façade sur via Malpighi
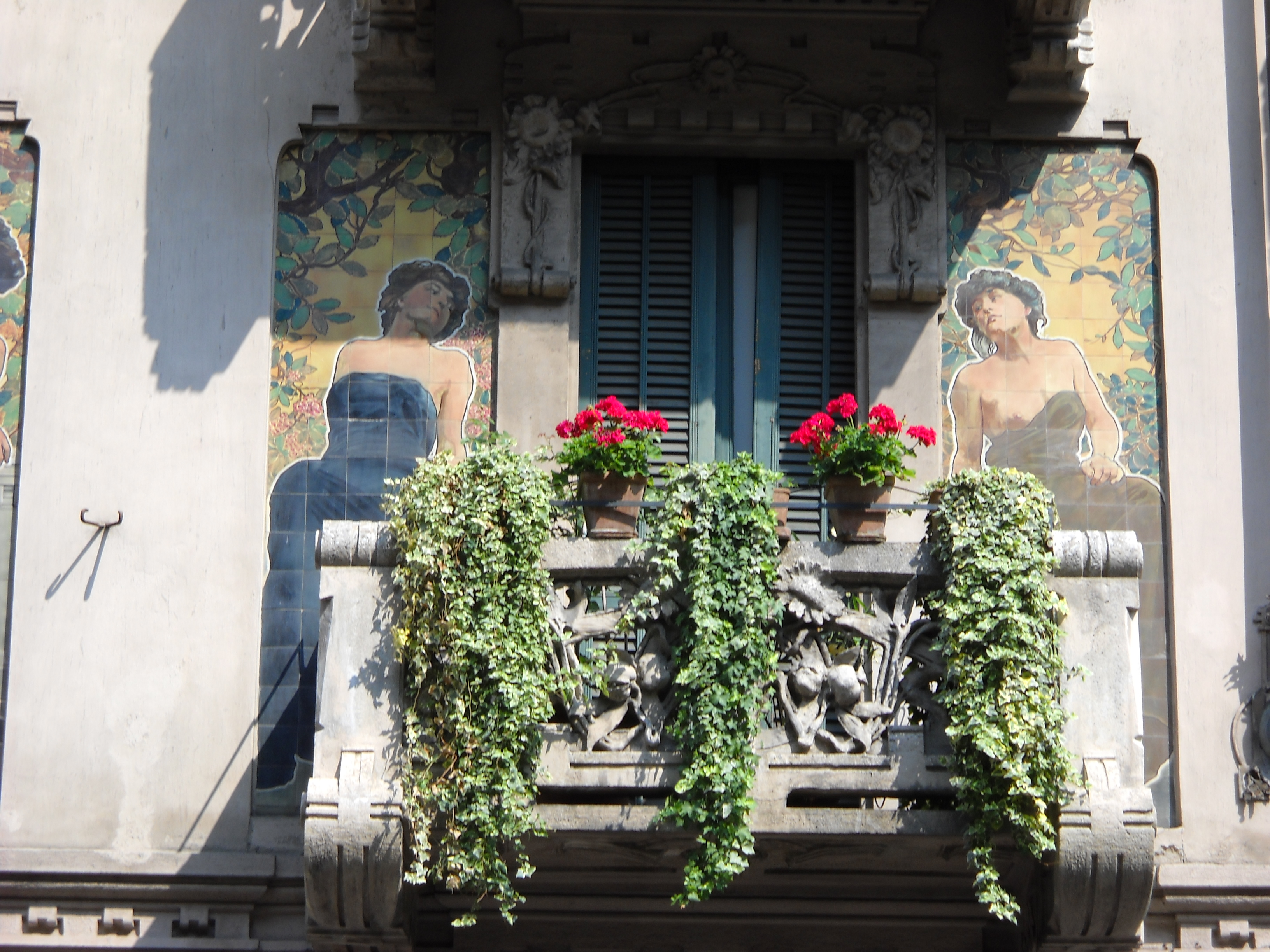
Casa Galimberti, figures sur la façade sur via Malpighi
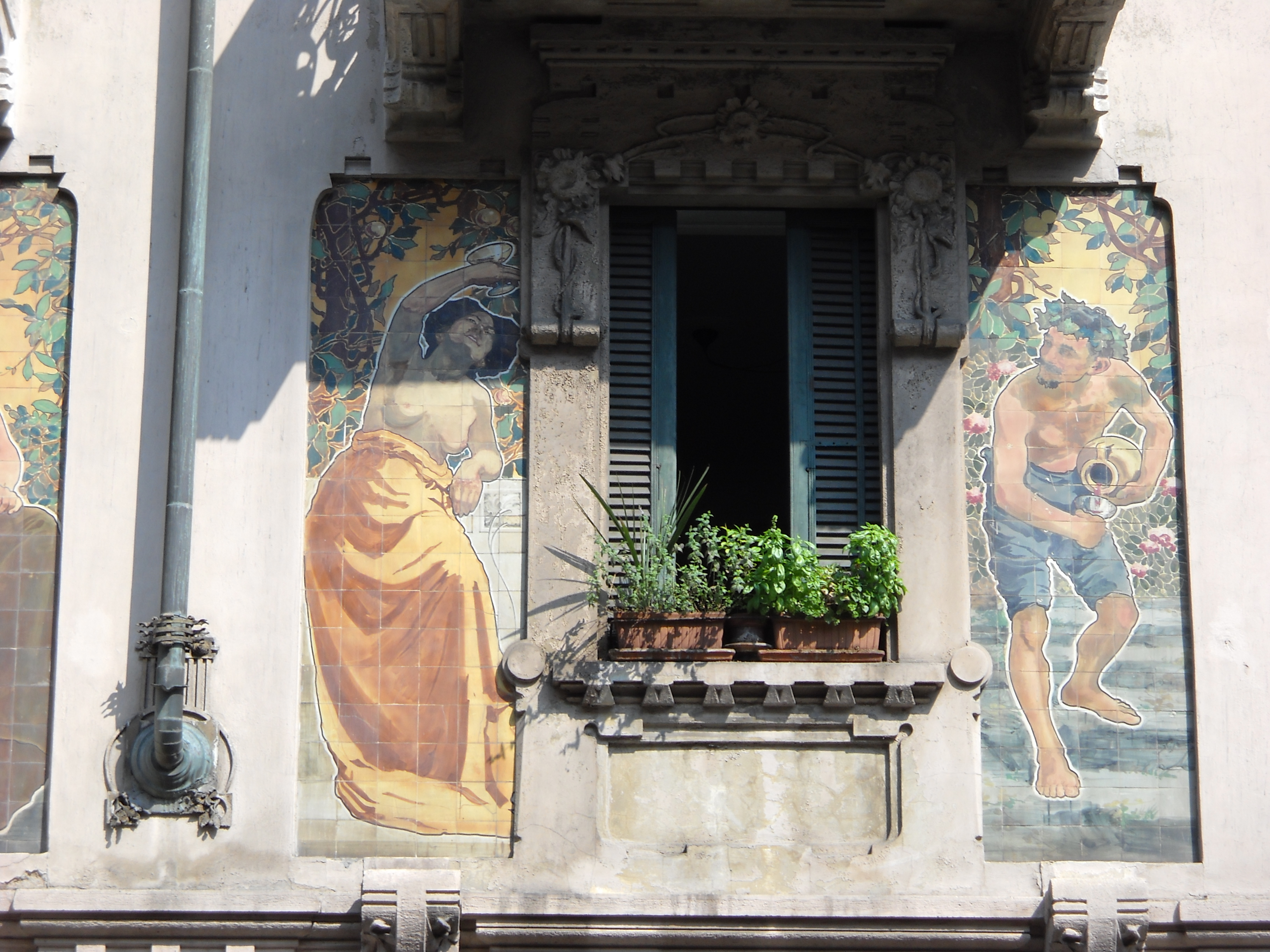
Casa Galimberti, figures sur la façade sur via Malpighi
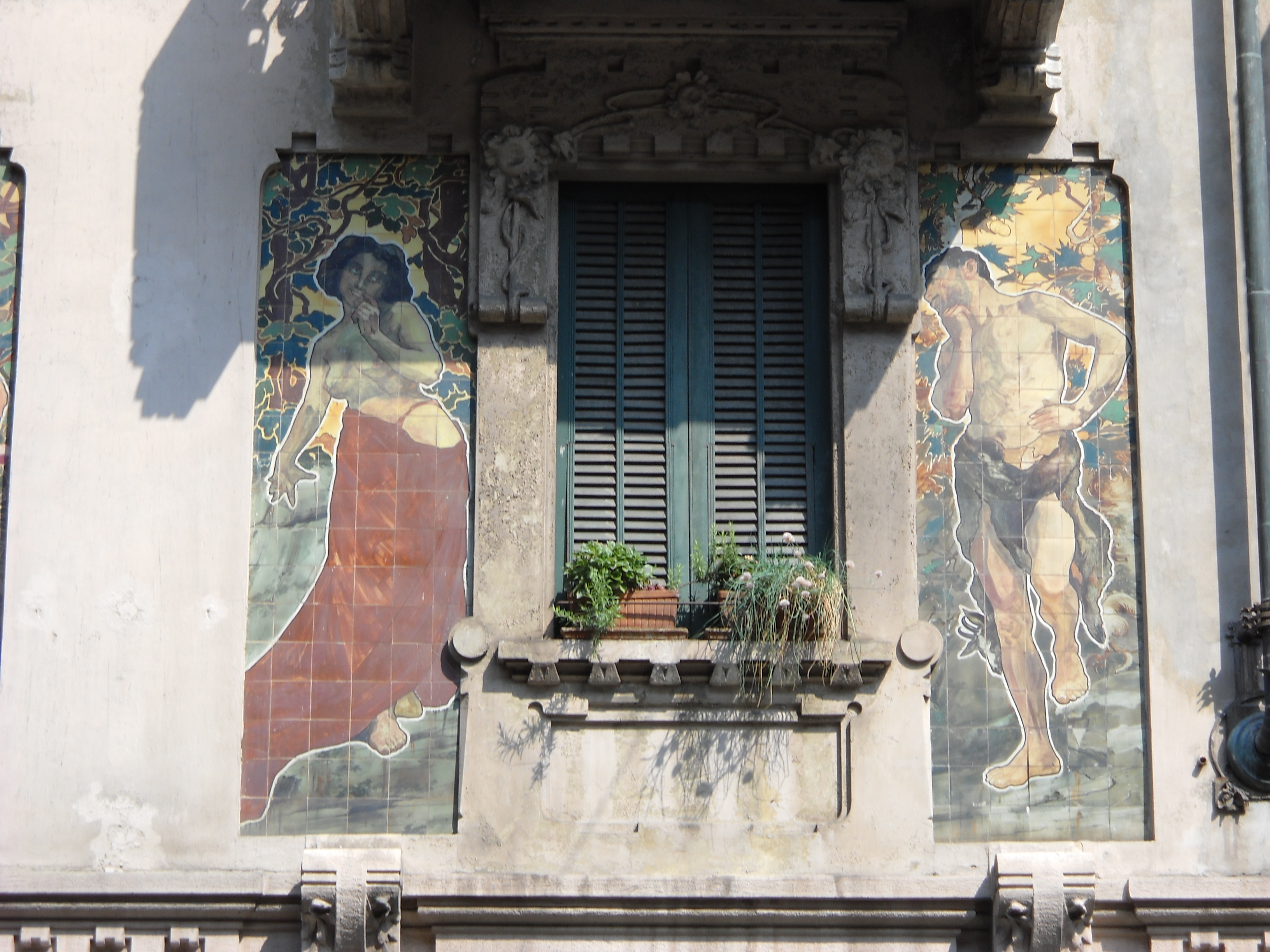
Casa Galimberti, figures sur la façade sur via Malpighi
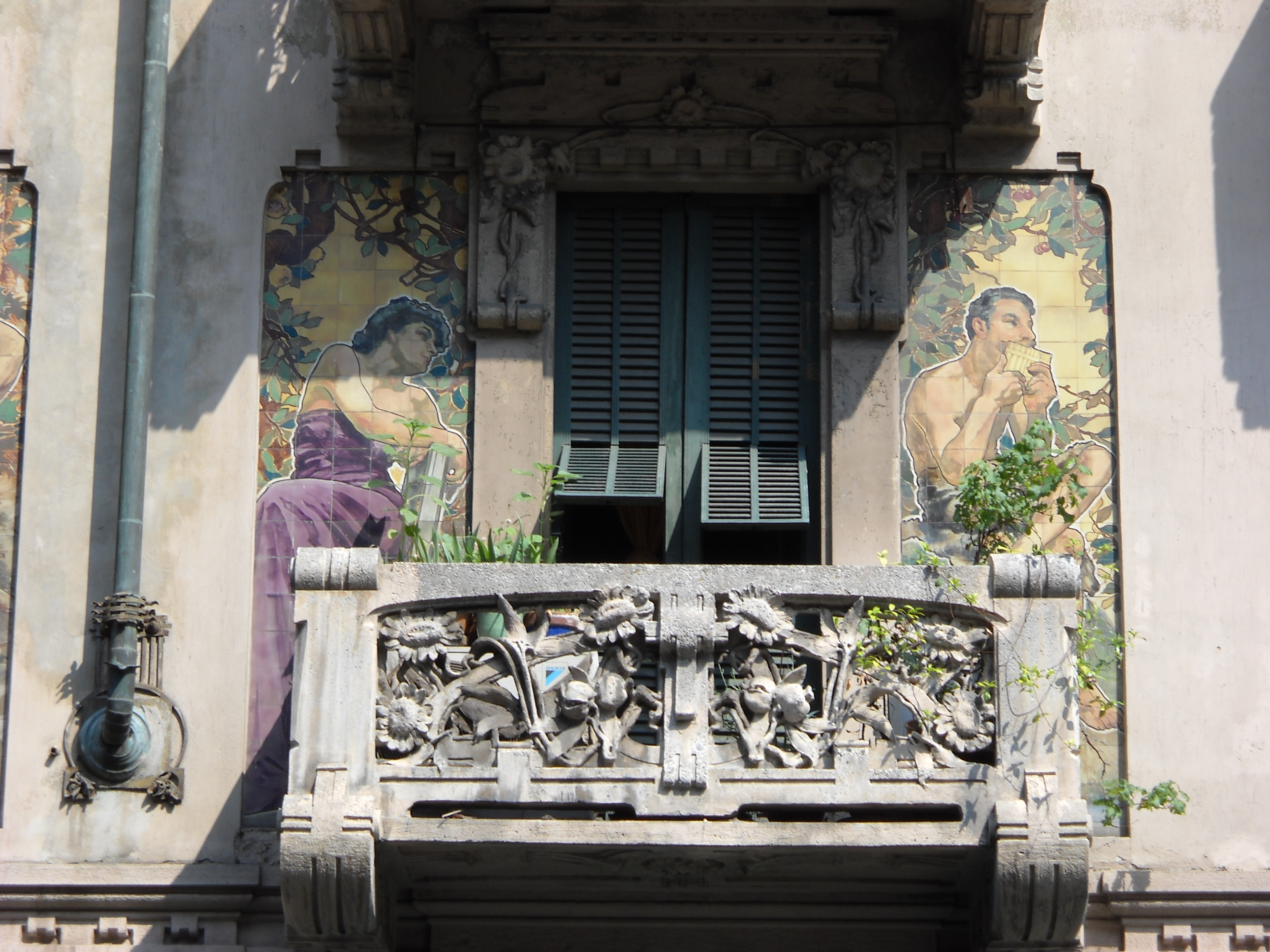
Casa Galimberti, figures sur la façade sur via Malpighi
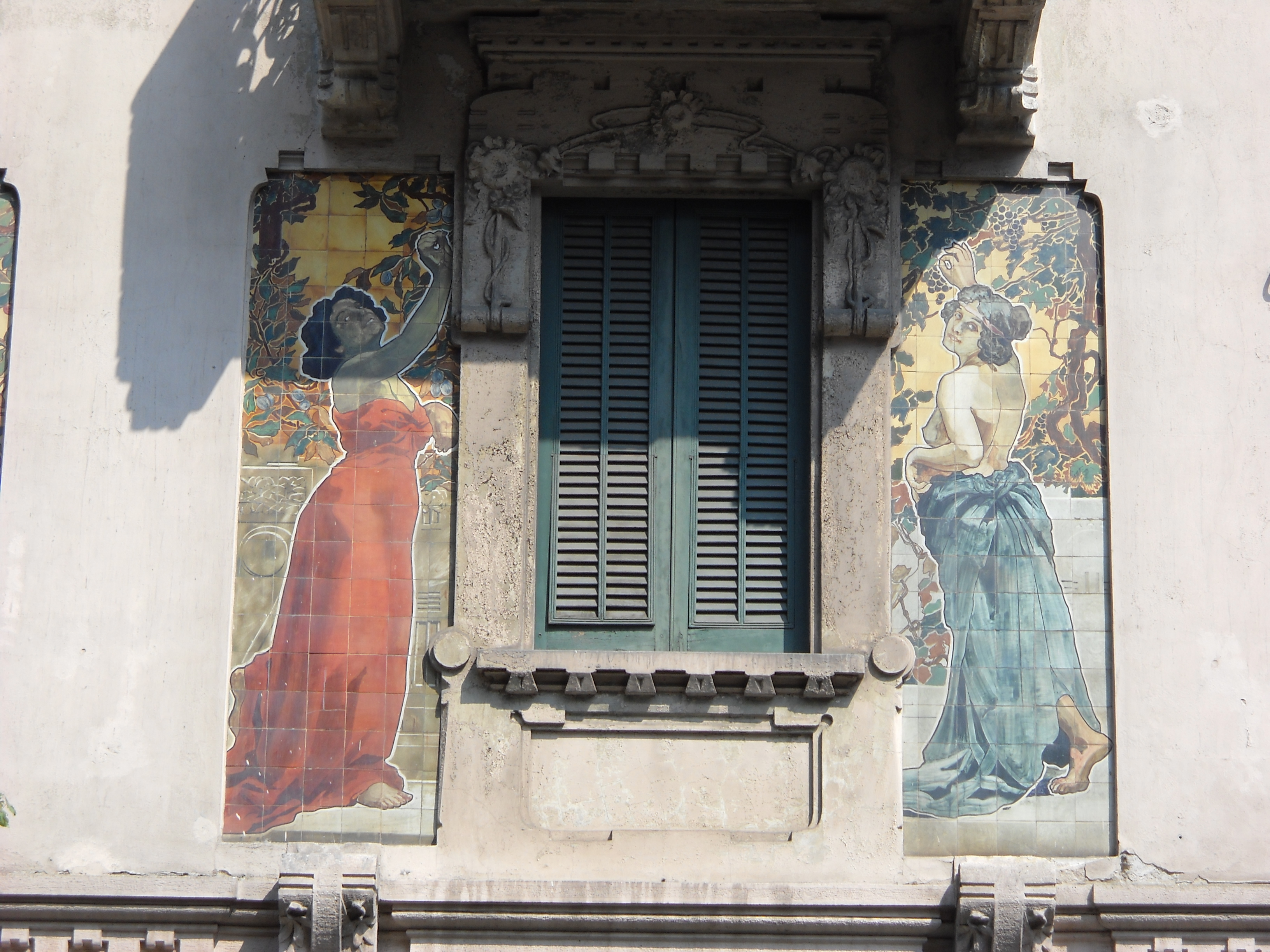
Casa Galimberti, figures sur la façade sur via Malpighi